# Monique Le Marcis
Monique Le Marcis est une directrice française de programmation musicale, née en 1935 à Madagascar.
Elle a exercé sur la chaîne de radio RTL pendant plus de vingt-cinq ans, de 1969 à 1996. Dans cette fonction, elle a rendu possible l’émergence de générations de nouveaux chanteurs et a eu une forte influence sur les succès et les choix des maisons de disques.

## Biographie
Monique Le Marcis est née à Tananarive (Antananarivo), sur l’île de Madagascar alors colonie française, de parents d’origine creusoise. Emmenée enfant aux spectacles par ses parents, elle devient une passionnée de la chanson.
En 1959, elle est embauchée comme secrétaire de Roger Kreicher, qui dirige ce qui s’appelle alors Radio-Luxembourg. 
En 1969, Roger Kreicher recherche une personne pour piloter le choix des disques programmés à l’antenne. Monique Le Marcis glisse sa candidature qui est finalement retenue. Elle se bat ensuite pour faire passer ses préférences et aurait eu, par exemple, une influence déterminante sur le parcours de Joe Dassin, Daniel Balavoine, Julio Iglesias, Mike Brant,, etc. Elle influe aussi sur les choix des titres mis en avant sur un album par les maisons de disque, comme pour le titre J'ai encore rêvé d'elle du groupe Il était une fois, en 1975, et obtient la programmation régulière d’un des premiers succès de Jean-Jacques Goldman, en 1981, Il suffira d'un signe.
Elle prend sa retraite le 26 septembre 1996 : le jour de son départ, plus d’une cinquantaine de stars de la chanson lui font la surprise de venir chanter pour elle et de participer à une photographie de groupe, en la plaçant au centre, à côté de Johnny Hallyday.